# La Loma (Actopan)
La Loma es una localidad de México perteneciente al municipio de Actopan en el estado de Hidalgo.

## Geografía
A la localidad le corresponden las coordenadas geográficas 20° 15’ 25.058” de latitud norte y 98° 55’ 59.039” de longitud oeste, con una altitud de 2007 m s. n. m. Se encuentra a una distancia aproximada de 2.74 kilómetros al sureste de la cabecera municipal, Actopan.
En cuanto a fisiografía se encuentra dentro de la provincia del Eje Neovolcánico dentro de la subprovincia de Llanuras y Sierras de Querétaro e Hidalgo; su terreno es de lomerío. En lo que respecta a la hidrología se encuentra posicionado en la región Panuco, dentro de la cuenca del río Moctezuma, en la subcuenca del río Actopan. Cuenta con un clima semiseco templado.

## Demografía
En 2020 registró una población de 1209 personas, lo que corresponde al 1.98 % de la población municipal. De los cuales 578 son hombres y 631 son mujeres. Tiene 336 viviendas particulares habitadas.
| Gráfica de evolución demográfica de La Loma entre 1910 y 2020                                |
|                                                                                              |
| Población de los censos y conteos del Instituto Nacional de Estadística y Geografía (INEGI). |

## Economía
La localidad tiene un grado de marginación bajo y un grado de rezago social muy bajo.